# Daemonorops fissilis
Daemonorops fissilis är en enhjärtbladig växtart som först beskrevs av A.J.Hend., N.K.Ban och N.Q.Dung, och fick sitt nu gällande namn av Andrew James Henderson. Daemonorops fissilis ingår i släktet Daemonorops och familjen Arecaceae. Inga underarter finns listade i Catalogue of Life.